# Mirebalais
Mirebalais este o comună din arondismentul Mirebalais, departamentul Centre, Haiti, cu o suprafață de 330,87 km2 și o populație de 88.899 locuitori (2009).